# الأوركسترا الوطنية الفلسطينية
الأوركسترا الوطنية الفلسطينية هي الأوركسترا الوطنية في فلسطين. تُعتبر أقدم الأوركسترات في منطقة الشرق الأوسط، إذ قدمت أول حفلاتها في مدينة يافا عام 1936، وكان حينها معظم العازفين من اليهود الأوربيين المهاجرين. استمرت الأوركسترا تعمل تحت اسم «الأوركسترا الفلسطينية» حتى تاريخ النكبة عام 1948 وتأسيس إسرائيل، إذ أصبحت تُسمى الأوركسترا الفلهارمونية الإسرائيلية.
تم إعادة تأسيس الأوركسترا الفلسطينية في بداية عام 2011 بعد جهود استمرت سبعة أعوام، حيث أطلقها معهد إدوارد سعيد الوطني للموسيقى لتعزف للمرة الأولى بعد 1948 في كل من رام الله والقدس وحيفا. وتتألف الأوركسترا اليوم من نخبة من العازفين الفلسطينيين المحترفين داخل فلسطين التاريخية والشتات ليمثلوا فلسطين في كثير من المحافل العربية والغربية.